# Kim Lân
Kim Lân (tên khai sinh Nguyễn Văn Tài; 1920 – 2007), là nhà văn, diễn viên Việt Nam, được tặng Giải thưởng Nhà nước về Văn học nghệ thuật năm 2001. Ông nổi tiếng qua các tác phẩm văn học viết về đời sống ở làng quê Bắc Bộ, và cũng được biết đến qua vai diễn lão Hạc trong phim Làng Vũ Đại ngày ấy.

## Tiểu sử
Kim Lân sinh ngày 1 tháng 8 năm 1920 tại làng Phù Lưu, xã Tân Hồng, huyện Từ Sơn (nay thuộc phường Đông Ngàn, thành phố Từ Sơn), tỉnh Bắc Ninh. Ông chỉ được học hết bậc tiểu học rồi phải đi làm vì hoàn cảnh gia đình khó khăn.
Bút danh Kim Lân của ông được lấy từ tên của nhân vật Đổng Kim Lân trong Tuồng Sơn Hậu, một vai ông đã từng diễn.
Sau Cách mạng tháng Tám, Kim Lân tiếp tục làm báo, viết văn.
Ông là thành viên sáng lập Hội Nhà văn Việt Nam năm 1957.
Sinh thời ông sống tại Hà Nội. Ông từ trần ngày 20 tháng 7 năm 2007 tại Bệnh viện Hữu Nghị Hà Nội, sau một thời gian dài chống chọi với căn bệnh hen suyễn, hưởng thọ 86 tuổi.

## Sự nghiệp

### Văn học
Kim Lân bắt đầu viết truyện ngắn từ năm 1941 và đã được đăng trên một số báo (Tiểu thuyết thứ bảy và Trung Bắc chủ nhật). Một số tác phẩm thể hiện được không khí tiêu điều, ảm đạm của nông thôn Việt Nam và cuộc sống lam lũ, vất vả của người nông dân thời kỳ đó. Sau Cách mạng tháng Tám, Kim Lân vẫn chuyên về truyện ngắn và vẫn viết về làng quê Việt Nam.
Ông thường thể hiện những đề tài độc đáo như sinh hoạt văn hóa phong phú ở thôn quê (đánh vật, chọi gà và thả chim), từ đó thể hiện được một phần vẻ đẹp tâm hồn của người nông dân trước Cách mạng tháng Tám, họ tuy sống cực nhọc, khổ nghèo nhưng vẫn yêu đời, trong sáng, tài hoa.
Trong cả hai giai đoạn sáng tác, tuy viết không nhiều nhưng Kim Lân đều có những tác phẩm hay.
Truyện ngắn Vợ nhặt và Làng của Kim Lân đã được đưa vào giảng dạy trong sách giáo khoa tại Việt Nam. Truyện ngắn Làng được viết về nông thôn Việt Nam thời kháng chiến chống Pháp và một gia đình người tản cư thời đó.
Về tác phẩm Vợ nhặt, Kim Lân viết:
"Khi viết về nạn đói người ta thường viết về sự khốn cùng và bi thảm. Khi viết về con người năm đói người ta hay nghĩ đến những con người chỉ nghĩ đến cái chết. Tôi muốn viết một truyện ngắn với ý khác. Trong hoàn cảnh khốn cùng, dù cận kề bên cái chết nhưng những con người ấy không nghĩ đến cái chết mà vẫn hướng tới sự sống, vẫn hi vọng, tin tưởng ở tương lai. Họ vẫn muốn sống, sống cho ra con người."
Nǎm 2001, Kim Lân được trao tặng Giải thưởng Nhà nước về văn học nghệ thuật với các tập truyện ngắn: Con chó xấu xí, Nên vợ nên chồng và Tuyển tập Kim Lân.

### Diễn xuất
Ngoài sáng tác văn học, Kim Lân còn tham gia đóng phim và kịch. Một số vai tiêu biểu ông tham gia diễn xuất có thể kể đến:
- Lão Hạc trong phim Làng Vũ Đại ngày ấy
- Cụ mộc trong phim Đàn chim trở về
- Lý Cựu trong phim Chị Dậu
- Lão Pẩu trong phim Con Vá
- Cả Khiết trong vở Cái tủ chè của Vũ Trọng Can
- Cụ lang Tâm trong phim Hà Nội 12 ngày đêm
- Bủ vả và Pụ Pạng xử kiện trong phim Vợ Chồng A Phủ
- Vai ông bố làm vàng mã trong phim Những giấc mơ bằng giấy
- Cụ thủ nhang trong phim Trạng Quỳnh (1989)

## Tác phẩm chính
- Làng (1948)
- Vợ nhặt (in trong tập truyện ngắn Con chó xấu xí năm 1962)
- Nên vợ nên chồng (truyện ngắn, 1954)
- Hiệp sĩ gỗ (1958)
- Ông Cản Ngũ (1957)
- Ông cả luốn gốc me (1960)
- Con chó xấu xí (truyện ngắn, 1962)
- Tuyển tập Kim Lân (1998, 2003).[2]

## Vinh danh
- Giải thưởng Nhà nước về Văn học nghệ thuật năm 2001.

## Gia đình
Ông là cha của họa sĩ Thành Chương, họa sĩ Nguyễn Thị Hiền, họa sĩ Nguyễn Mạnh Đức, họa sĩ Nguyễn Từ Ninh, họa sĩ Nguyễn Việt Tuấn.